# 阿尔伯特·鲍曼
阿尔伯特·鲍曼（Albert Bormann，1902年9月2日 —1989年4月8日）是一位國家社會主義汽車軍團指挥官，在二战期间晋升为親衛隊集團領袖（约等于国防军陆军中将）。阿尔伯特·鲍曼是马丁·鲍曼的弟弟，他亦曾做过希特勒的副官。 